# Ford Territory
La Ford Territory è un SUV prodotto dalla Ford Motor Company of Australia dal 2004 al 2016 in due diverse serie, la prima (nome in codice: SX/SY), prodotta dal 2004 al 2011 e la seconda (nome in codice: SZ), prodotta dal 2011 al 2016.

## Ford R7: il concept
Nel 2002 è  stato presentato al salone di Sidney il concept R7. Questo concept, che anticipa stilisticamente sia la BA che il Territory definitivo, deriva dalla Falcon prodotta in quel periodo.

## Le serie

### SX, SY e SY II (2004-2011)

#### SX (2004-2005)
La prima versione, chiamata SX, fu prodotta dall'aprile 2004 al settembre 2005. Per lo sviluppo, la filiale australiana della Ford spese ben 500 milioni di dollari australiani nel corso di 4 anni. Per la creazione del design fu scelto Simmon Butterworth (già designer della Ford Falcon BA), grazie alla collaborazione di James May, conduttore della trasmissione tv britannica Top Gear, che si occupò della strategia globale Ford DNA, e di Marcus Hotblack, che si occupò degli interni. Lo stile di questa versione era simile a quello del Ford Freestyle venduto in America, ed era collocabile in taglia al Ford Explorer, che andava a sostituire, ed era disponibile con la trazione posteriore, ma anche con quella integrale, con 3 allestimenti: TS, TX e Ghia, tutti dotati di uno schermo DVD da 10.2 pollici per i passeggeri posteriori, e poteva offrire 5 o 7 posti. In base agli allestimenti e al tipo di trazione il prezzo variava tra i 38.990 e i 53.290 dollari australiani. Inoltre, il Territory fu il primo SUV fabbricato in Australia con il sistema di controllo elettronico della stabilità e anche il primo a possedere nella versione AWD il sistema anti-bloccaggio, qualità che valsero alla vettura del premio Wheels Car of The Year 2004. Tutti gli allestimenti erano disponibili con un motore 4 litri DOHC Barra da 6 cilindri in linea, capace di produrre 244 CV (182 kW) e una coppia massima di 380 N⋅m e di consumare tra i 14 e i 18 litri ogni 100 km, ed era previsto un cambio automatico DSI a 4 rapporti.

#### SY (2005-2009)

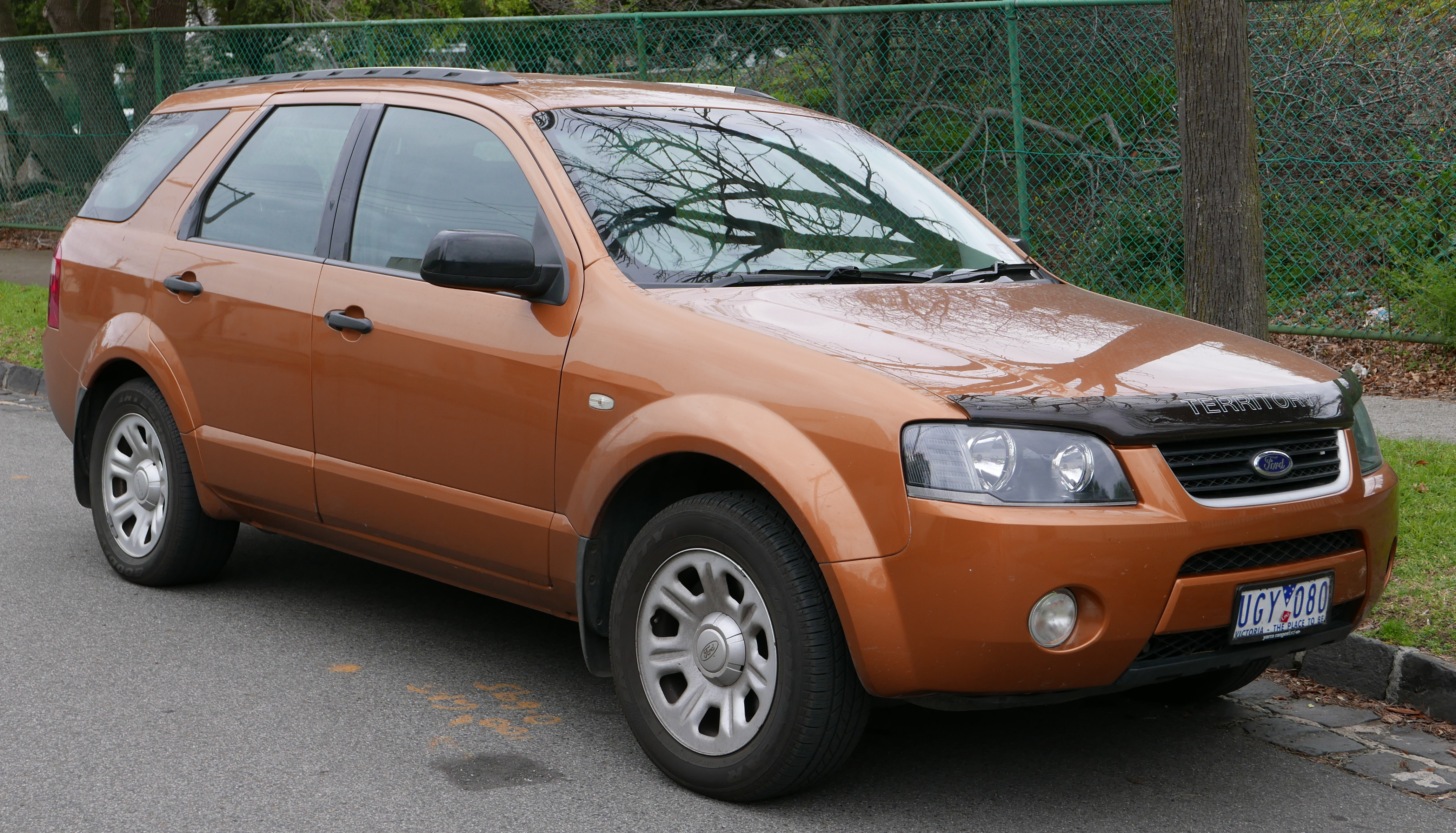
Vista frontale di un Territory del 2006

Nell'ottobre 2005, viene lanciata la SY, una versione meccanicamente rivista della SX, ma che non cambia sotto l'estetica. Il motore fu reso più potente, generando ora per la versione AWD 329 CV (245 kW) e 480 N⋅m di coppia, viene leggermente modificata la trasmissione del cambio automatico DSI a 4 rapporti nella versione a trazione posteriore, mentre in quella a trazione integrale è ora presente un nuovo cambio automatico ZF 6HP26 a 6 rapporti, e per tutti gli allestimenti viene anche inserita una telecamera posteriore incorporata (optional nell'allestimento TX e standard in quello Ghia), mentre dal maggio 2006 i paraurti anteriori, posteriori e laterali vengono prodotti con lo stesso materiale del resto della carrozzeria e non più in plastica nera. Inoltre ora, i prezzi variano tra i 39.490 e i 56.320 dollari australiani. Da metà 2006, viene inserita nella gamma anche una versione turbocompressa, dove il motore genera ora 245 kW (329 CV) e una coppia di 480 N⋅m, disponibile solo nella versione a trazione integrale con il nuovo cambio automatico ZF 6HP26 a 6 rapporti sopracitato e con gli allestimenti TX e Ghia, dove gli allestimenti con questa versione costano ora rispettivamente 53.990 e 65.490 A$. Nel 2006 e nel 2008 vengono create 2 edizioni limitate derivate dall'allestimento TX, la SR e la SR2.

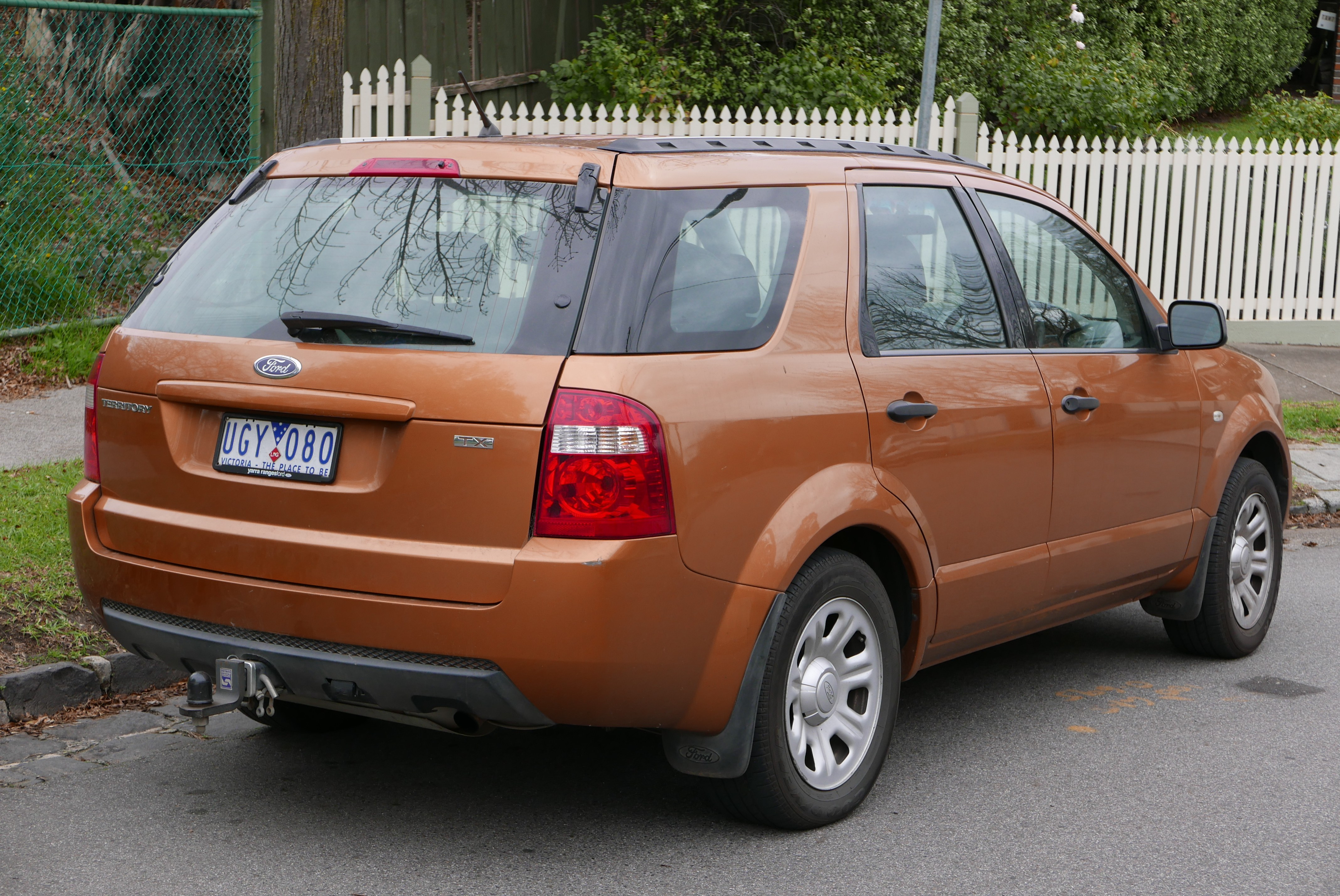
Vista posteriore di un Territory SY del 2006

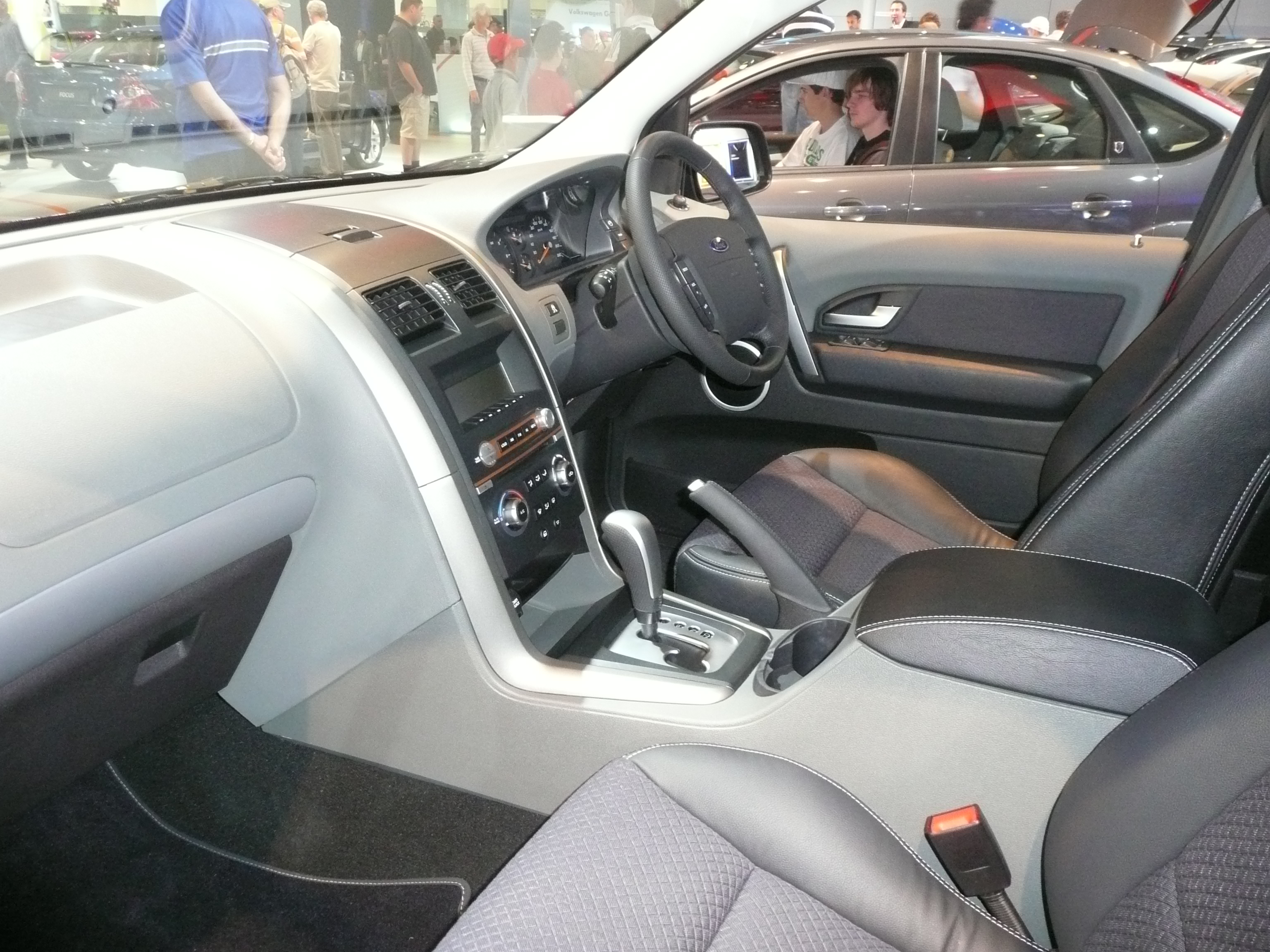
Interni del Territory SY

Il 29 febbraio 2008, la Ford Performance Vehicles, lancia l'FPV F6X, una versione ad alte performance del Territory Turbo, dotata di un cambio automatico a 6 marce F6X 270, che genera circa 270 kW (360 CV) e una coppia di 550 N⋅m, in grado di andare da 0 a 100 km/h in 5,9 - secondi, dotato di pneumatici da 18 pollici e disponibile ad un costo di 75.990 A$. Questa versione fu venduta in circa 229 unità fino alla primavera del 2009.

#### SY II (2009-2010)

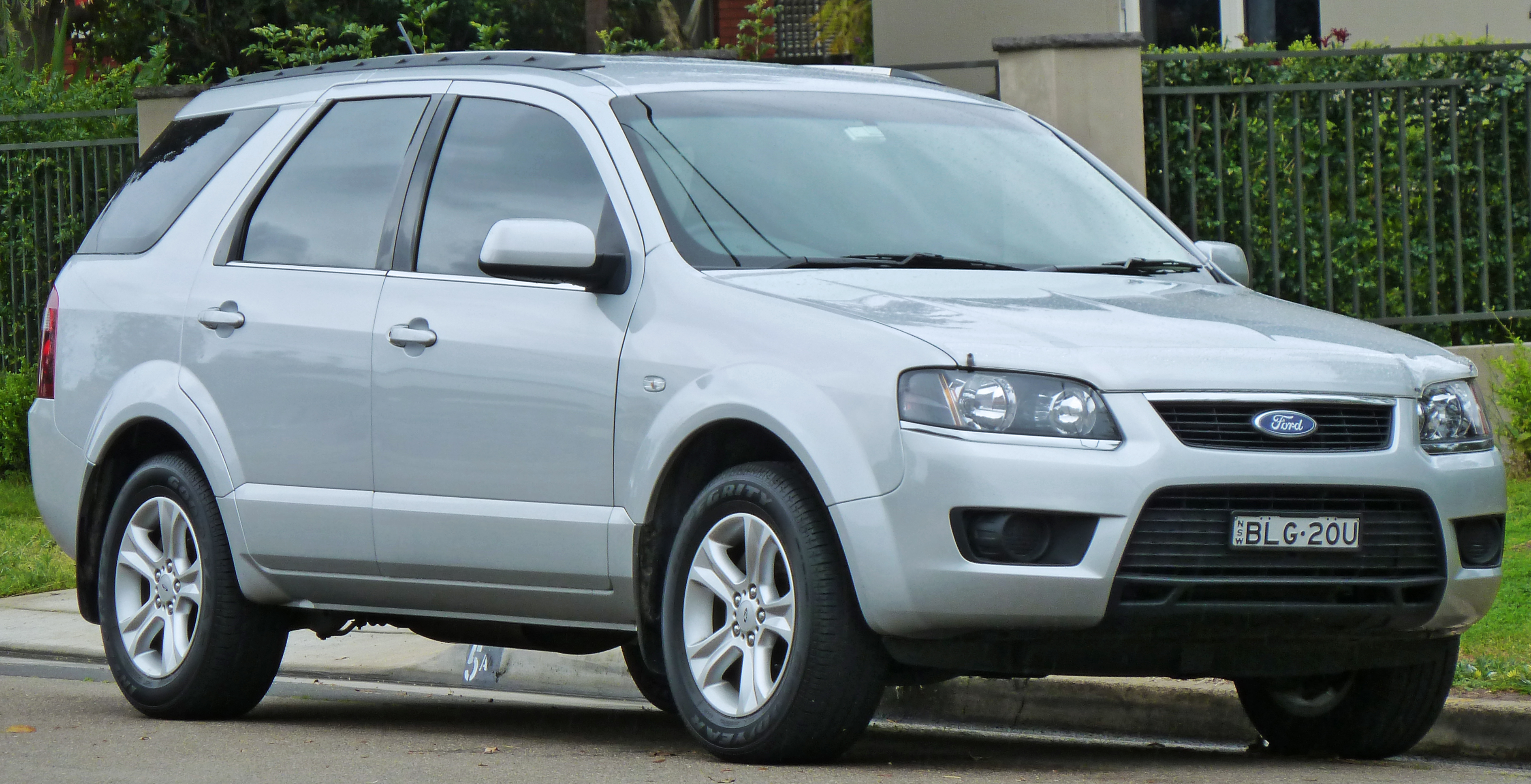
Un Territory SY II (vista anteriore)

IL 27 febbraio 2009, al Motor Show di Melbourne viene presentata una versione rivista esteticamente del Territory SY, che prende il nome di SY II, entrata in commercio nel mese di maggio. Essa utilizza gli elementi del Kinetic Design, con uno stile ispirato a quello della Ford FG Falcon, con nuove colorazioni più moderne che sostituiscono le precedenti. All'interno vengono utilizzati la console centrale e il controllo interno dei comandi presenti sulle Falcon BA/BF, mentre la FG ha entrambi gli elementi completamente riprogettati. Inoltre le sospensioni anteriori vengono riviste, mentre le precedenti, a causa della costante tensione, rischiavano di far staccare la ruota dalle sospensioni e dallo sterzo, causando una prematura sostituzione del braccio di controllo dopo 30000 km, ma le nuove, che sono invece sotto compressione permettono di evitare questo problema. I prezzi degli allestimenti salgono, mentre viene proposta alla fine dell'anno una versione limitata dell'allestimento TS. Inoltre, grazie all'inserimento di nuove cinture anteriori con campanello d'allarme per le vetture prodotte dall'11 gennaio 2010, il Territory ha ottenuto 5 stelle al crash test ANCAP, mentre i precedenti ne totalizzarono solo 4.

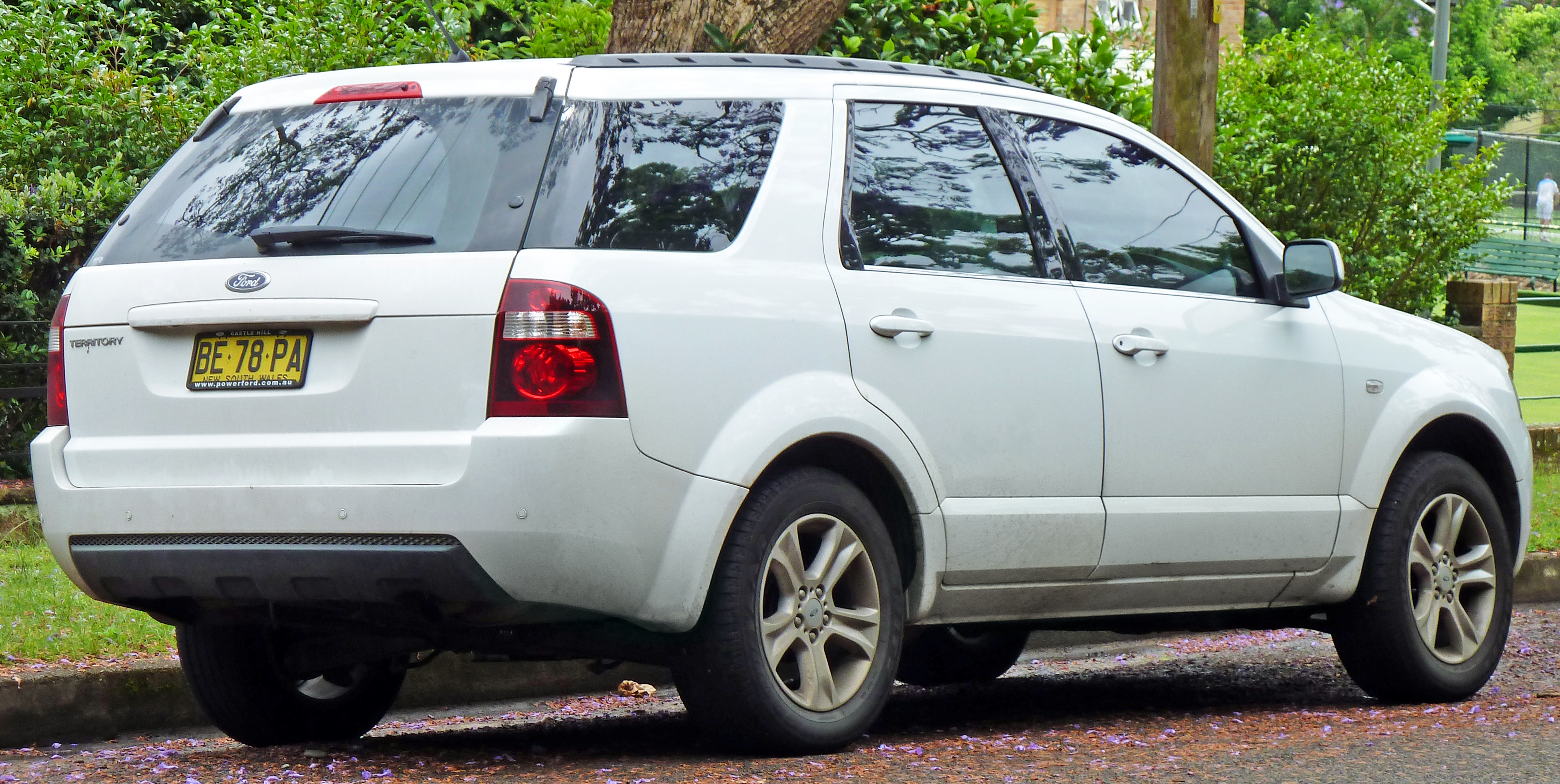
Un Territory SY II (vista posteriore)

### SZ e SZ II (2011-2016)

#### SZ (2011-2014)

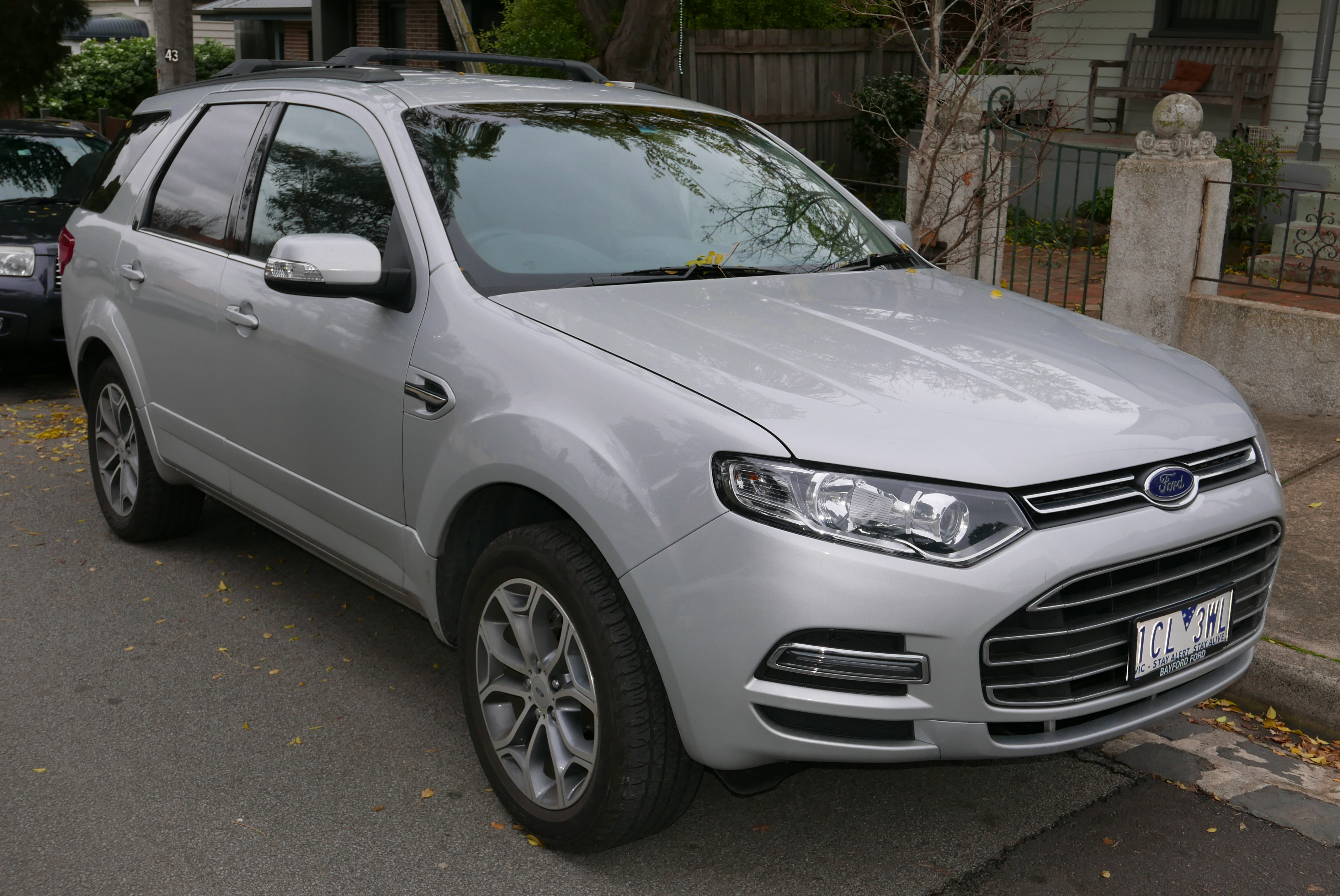
Vista frontale del Territory SZ

Nel gennaio 2011 vengono diffuse le foto ufficiali del Territory SZ, entrato in commercio ad aprile, per la realizzazione, Ford Australia spese circa 230 milioni di dollari australiani.

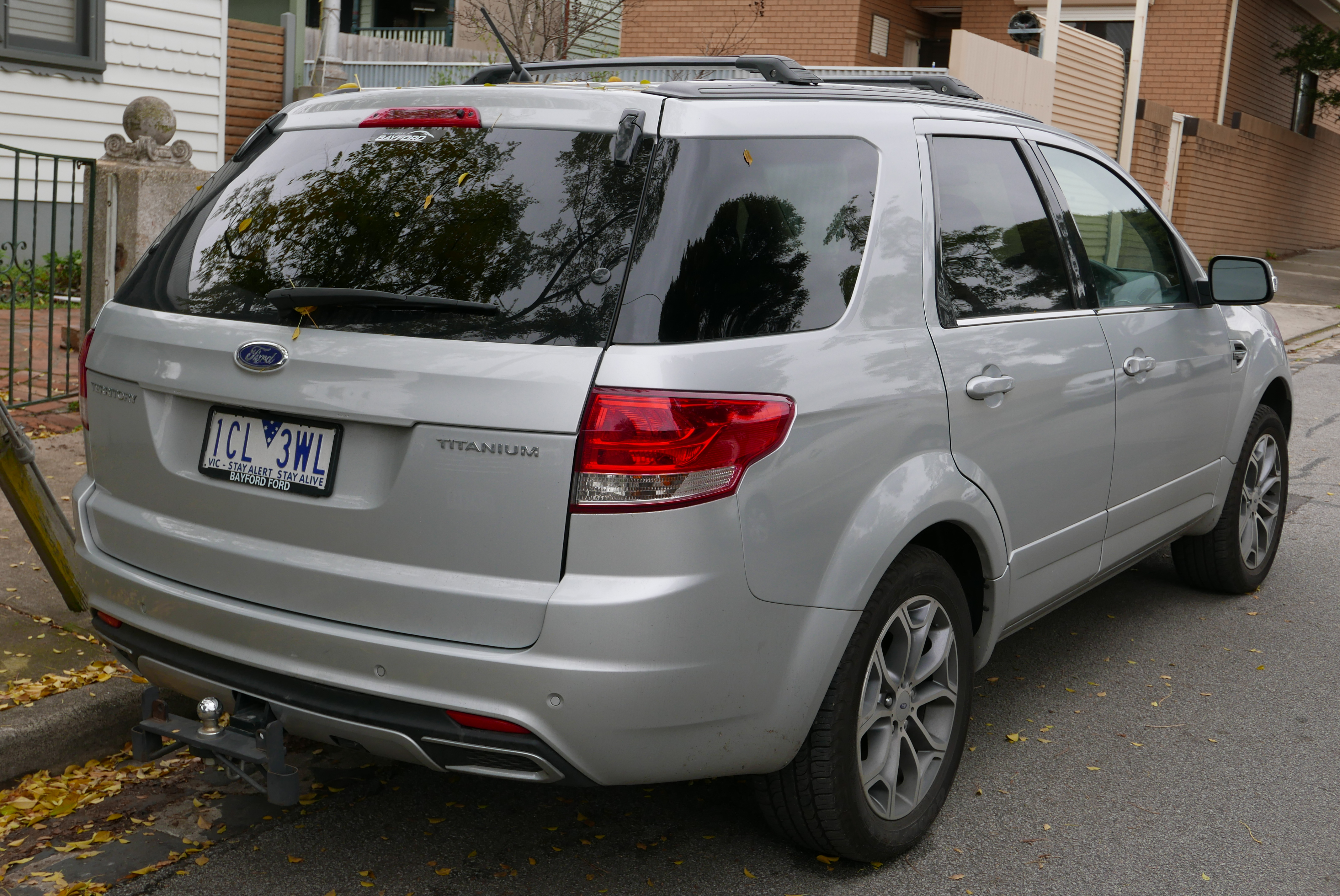
Vista posteriore del Territory SZ

Esteticamente, questa nuova versione utilizza le nuove linee del Kinetic Design, che includono una grossa presa d'aria inferiore, una griglia superiore sottile, gruppi ottici anteriori e fari fendinebbia rinnovati con luci LED, ora dal design più aggressivo, nuovi fari posteriori orizzontali al posto delle precedenti luci verticali. All'interno sono presenti invece una nuova console centrale, che negli allestimenti più ricchi include un nuovo touchscreen SYNC da 8 pollici con funzione intrattenimento e controllo dei comandi interni dell'auto, già presente sulla Falcon FG, un innovativo controllo elettronico di stabilità Bosch con sistema anti-ribaltamento incorporato e nuovi airbag per le ginocchia del guidatore, più un sistema di servosterzo elettrico presente sulla Ford Mustang. Inoltre, l'allestimento Ghia viene sostituito dal nuovo Titanium. Inoltre sono inclusi nuovi cerchi in lega da 17 o 18 pollici. Inoltre è presente per la prima volta un nuovo motore diesel Duratorq V6 turbocompresso da 2.7 litri, lanciato in Australia con la Jaguar XF e i SUV Land Rover Discovery e Range Rover Sport, disponibile con un cambio automatico 6R80 a 6 rapporti in grado di generare 140 kW (188 CV) e una coppia massima di 440 N⋅m, mentre il motore a benzina genera ora 195 kW (261 CV) e 391 N⋅m, omologandosi agli standard Euro 4.

#### SZ II (2014-2016)
Nell'ottobre 2014 viene rilanciata una nuova versione del Territory, in vendita da dicembre fino al novembre 2016. Esternamente, la vettura è stata sottoposta a dei piccoli cambiamenti, tra i quali ci sono l'abbandono delle luci LED di posizione in favore dei classici fari fendinebbia e l'inserimento di un nuovo paraurti anteriore leggermente rivisto. Invece all'interno vengono inserite nuove dotazioni come sistema di connessione Wi-Fi, nuovo touch screen SYNC 2 con sistema di controllo con commando vocale, radio DAB+ e chiamata d'emergenza. Il motore resta meccanicamente invariato, con qualche piccola modifica meccanica e nuove dotazioni che migliorano del 5% in più i consumi.